# Halo: Combat Evolved
Halo: Combat Evolved is een first-person-shooter-spel, ontwikkeld door Bungie. Het spel kwam uit in 2001, aanvankelijk alleen voor de Xbox. In de zomer van 2003 werd door Gearbox Software een Windows-versie van Halo uitgebracht. Op 15 november 2011 verscheen de remake Halo: Combat Evolved Anniversary.
Het spel werd goed ontvangen.
Halo speelt zich af in het jaar 2552. Reizen met snelheden groter dan die van het licht is nu mogelijk en de mensheid heeft een deel van het heelal gekoloniseerd, maar is ook in oorlog met een verbond van buitenaardse rassen, genaamd de Covenant. Het spel dankt zijn naam aan het feit dat een van de moederschepen van de mensheid tijdens een grootschalige aanval van de Covenant trachtte een deel van de vijandige vloot weg te lokken. In hun vlucht komen ze tot de onthulling van een kunstmatige ringplaneet, genaamd een halo.

## Gameplay
De gameplay van Halo: Combat Evolved is vergelijkbaar met die van andere first-person shooters uit die tijd, gericht op gevecht in een 3D-omgeving. De speler kan bewegen en omhoog, omlaag, naar links of naar rechts kijken. Het spel beschikt over verschillende voertuigen, variërend van gepantserde jeeps (Warthog), tanks (Scorpion), zweeftuigen (Ghost) en een vliegtuig (Banshee), die alle door de speler kunnen worden bestuurd. Het spel schakelt over naar een derdepersoonsperspectief voor piloten tijdens het gebruik van voertuigen en tijdens wapenoperaties; passagiers houden een eerste persoonsaanzicht.

## Verhaal
De Covenant, een groep buitenaardse wezens van verschillende soorten en afkomsten, is een strijd begonnen tegen de mensheid met als doel die uit te roeien onder bevel van hun religieuze leiders, de High Prophets. Hoewel de mensheid op diffuus niveau verschillende operaties weet te volbrengen en slagen weet te winnen, is de Covenant zowel in aantal als in technologie superieur. De mensheid is aan de verliezende hand. De hoop is gevestigd op een groep menselijke supersoldaten genaamd de SPARTAN-II troepen. Deze soldaten zijn op jonge leeftijd geselecteerd, ontvoerd en opgeleid onder het SPARTAN-II project. De naam van het project, 'SPARTAN-II', verwijst naar de Griekse Spartanen.
De Spartans hebben als missie om een Covenant-schip over te nemen, naar hun thuisplaneet te vliegen en een van de profeten gevangen te nemen, zodat de aarde een staakt-het-vuren kan afdwingen. Voordat de missie kan beginnen, wordt de planeet waarop het SPARTANS II-trainingsprogramma uitvoering is, 'Reach', aangevallen door de Covenant. De groep Spartans splitst op in een rood en een blauw team. Het rode team begeeft zich naar de oppervlakte van Reach om de generatoren van de orbital MAC-guns (Magnetic Accellerator Cannon) te beschermen.
Het blauwe team, geleid door SPARTAN-117, met de titel Master Chief Petty Officer of the Navy, heeft als missie om een NAV-bank in een overgenomen schip uit te schakelen. Reach wordt omvergelopen, maar SPARTAN-117 ontsnapt aan boord van het UNSC-schip The Pillar Of Autumn (PoA) samen met Cortana. Het Cole Protocol schrijft de menselijke troepen voor de Covenant weg te leiden van de aarde door het schip via slipspace naar een willekeurige positie ver van de aarde te leiden. Inmiddels zijn alle supersoldaten, met uitzondering van Master Chief, om het leven gekomen.
Het sterrenschip, de Pillar of Autumn, komt uit bij een mysterieuze ringvormig hemellichaam genaamd Halo met een doorsnee van 10,000 km, die van groot belang lijkt voor de Covenant. Een Covenant-armada begint ze aan te vallen en de crew van de PoA verlaat het schip. De kapitein, Keyes, blijft aan boord en maakt met de PoA een noodlanding op Halo. Op Halo hergroeperen de UNSC-marines en starten ze een guerrillastrijd tegen de Covenant, terwijl ze een race starten om als eersten de geheimen van Halo te ontdekken. De Master Chief ontdekt dat Halo een wapen is dat in staat is al het leven uit de melkweg weg te vagen. Vervolgens ontdekt hij een nieuwe dreiging voor de mensheid, een levensvorm zo destructief dat zelfs de Covenant ze vreest. Deze paratistaire levensform komt bekend te staan als 'The Flood' en heeft een groot deel van de bemanning van de PoA geïnfecteerd. Uiteindelijk weet SPARTAN-117, bestuurd door de speler, de fusiereactoren van de PoA door mechanisch geweld te oververhitten. Hierdoor wordt de op Halo gestrande PoA en daarmee Halo zelf vernietigd, waarna hij gestrand in de ruimte eindigt.

## Ontvangst
| Beoordeeld door          | Platform | Datum             | Score |
| ------------------------ | -------- | ----------------- | ----- |
| PCMag.com                | Xbox     | 23 april 2002     | 100%  |
| Game industry News (GiN) | Xbox     | 2002              | 100%  |
| Gamestyle                | Xbox     | 1 mei 2006        | 100%  |
| Fragland.net             | Xbox     | 15 september 2002 | 99%   |
| Gamesdog                 | Xbox     | 14 juli 2003      | 90%   |
| Armchair Empire, The     | Xbox     | 30 november 2001  | 90%   |
| Xboxdynasty (XD)         | Xbox     | 5 april 2005      | 90%   |
| PC Action                | Windows  | 22 oktober 2003   | 85%   |
| JeuxVideoPC.com          | Windows  | 6 december 2003   | 80%   |
| Factornews               | Windows  | 21 november 2003  | 60%   |

## Trivia
- Het spel is opgenomen in het boek 1001 Video Games You Must Play Before You Die van Tony Mott